# Protestantse kerk (Geel)
De Protestantse kerk (voluit: Verenigingslokaal en protestantse kerk van de Nederlandse Stichting) is een verenigingsgebouw annex protestantse kerk in de Antwerpse stad Geel, gelegen aan de Stationsstraat 11.

## Geschiedenis
In 1892 werd door ds. A. van Dissel de Nederlandse Stichting opgericht, voor (protestantse) psychiatrische patiënten in de gezinsverpleging te Geel. Voor dat doel werd in 1901-1902 een verenigingslokaal annex kerkgebouw gesticht, dat in de volksmond de Protestantse tempel werd genoemd.
Het kerkje werd in 1949-1952 nog verbouwd naar ontwerp van Yvonne Devos. Vanaf 1971 werd in het gebouw het Van Disselhuis gevestigd, een ontmoetingscentrum voor patiënten van het Openbaar Psychiatrisch Zorgcentrum Geel. Van 1978-1980 werd het gebouw inwendig aangepast en werd ook de voorgevel gerestaureerd.

## Gebouw
Het gebouw heeft een rijk gedecoreerde voorgevel in eclectische stijl. Hierbij is gebruik gemaakt van baksteen en ijzerzandsteen. In het interieur bevindt zich een gedenksteen met de tekst: Ds Elie Johannes Francois Van Dissel stichtte den 12 November 1882 de vereeniging in het belang van lijdende Nederlanders Verpleegd te Gheel (België).